# Terry Melcher

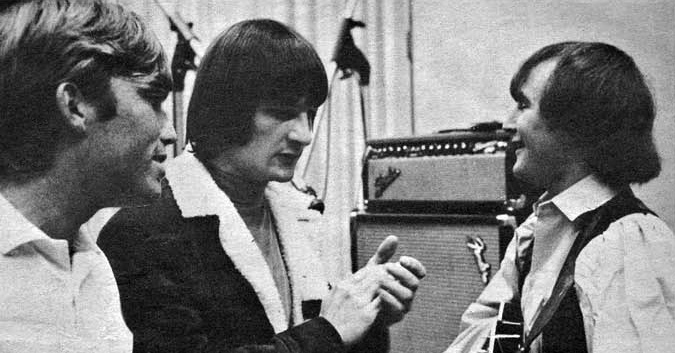
Melcher (links) in 1965 tijdens een opnamesessie van The Byrds, met in het midden Gene Clark en rechts David Crosby

Terence P. (Terry) Melcher (geboren als Terry Jorden, New York, 8 februari 1942 – Beverly Hills, 19 november 2004) was een Amerikaans platenproducer en songwriter.
Melcher was de enige zoon van actrice Doris Day en Al Jorden, maar werd later geadopteerd door (en genoemd naar) Days derde echtgenoot Marty Melcher. Hij hielp de carrières van onder anderen Ry Cooder, The Byrds en The Beach Boys mee vooruit. Voor die laatsten was hij medeauteur van de song Kokomo.
Begin jaren '60 trad hij samen met Bruce Johnston ook zelf op onder de naam Bruce & Terry maar hij legde zich later vooral toe op het produceren van muziek van anderen. Hij verzorgde ook verschillende shows van zijn moeder Doris Day.
- Biblioteca Nacional de España: XX1752373
- Bibliothèque nationale de France: cb13804591f (data)
- Gemeinsame Normdatei: 129592587
- International Standard Name Identifier: 0000 0000 5940 5185
- Library of Congress Control Number: n93016942
- MusicBrainz: 919370a4-8fbb-4e86-808f-50f00e7edee2
- SNAC: w69k8p0s
- Virtual International Authority File: 2654660
- WorldCat: E39PBJjXhHDfjgTF6cFYckF3Qq